# Trees of Eternity
Trees of Eternity war eine Atmospheric-Doom- und Gothic-Metal-Band aus Schweden. Sie wurde 2013 von Juha Raivio (Hallatar, Swallow the Sun) und der Sängerin Aleah Stanbridge (Künstlername Aleah Starbridge), gegründet.

## Bandgeschichte
Trees of Eternity entstand, als Juha Raivio und die in Schweden lebende Sängerin Aleah gegen Ende 2008 zusammenkamen, um an dem Song Lights on the Lake für das kommende Swallow-the-Sun-Album New Moon zu arbeiten. Juha suchte seinerzeit eine weibliche Sängerin für den Song und fand im Internet Aufnahmen von Aleah, die sich als Fan von Swallow The Sun herausstellte. Juha und Aleah wurden auch privat ein Paar, und während sie für Swallow The Sun und Amorphis bis 2015 vereinzelte Vocals beisteuerte, arrangierten sie gemeinsam die Songs für Trees Of Eternity.
Am 24. Februar 2013 ging die Band dann, gemeinsam mit dem Produzenten Jens Bogren (Opeth, Paradise Lost, Katatonia, Daylight Dies, Swallow the Sun, Draconian, Soilwork) in die Fascination Street Studios in Schweden, um ihr Debütalbum aufzunehmen. Auf dem Album spielten Gastmusiker von Antimatter, Swallow the Sun/Wintersun und Katatonia/October Tide mit, die aber erst nach der Veröffentlichung des Albums bekannt gegeben wurden.
Am 18. April 2016 starb die Sängerin Aleah Stanbridge im Alter von 39 Jahren an Krebs. Zwei Tage später schrieb Juha auf Facebook, dass das Album schon eine Weile zur Veröffentlichung bereit war und die Pläne noch in Bewegung sind. In einem Interview mit dem Webzine Metal.de verriet Raivio, dass vor Stanbridges Tod bereits die erste Hälfte eines zweiten Trees of Eternity-Album geschrieben wurde, welches aber nicht mehr veröffentlicht werden wird. Teile der Entwürfe sind in spätere Projekte, wie zum Beispiel Hallatar eingeflossen.
Nachdem Stanbridge ihrer Krebserkrankung unterlag, stellte Raivio das Debütalbum Hour of the Nightingale alleine fertig und gründete die Band Hallatar. Mit Hallatar veröffentlichte er das Album No Stars Upon the Bridge, welches Raivio in nur einer Woche schrieb. Die Texte des Albums stammen aus Tagebüchern Stanbridges. Nach der Veröffentlichung des Albums zog sich Raivio vorübergehend aus dem Showbusiness zurück. Während seines Rückzugs komponierte er die Swallow-the-Sun-EP Lumina Aurea und das darauffolgende Album When a Shadow Is Forced into the Light. Im Frühjahr 2020 stellte Raivio dann das Soloalbum Stanbridges, Aleah, fertig und veröffentlichte es am 18. April desselben Jahres.

## Stil
Stilistisch wird Trees of Eternity meist dem atmosphärischen Atmospheric Doom bzw. dem Gothic Metal mit Einflüssen aus Ambient zugeordnet. Größtenteils verwendet die Band „Schwere Riffs, auffällige Bassakzente, trübsinnige Melodien und das durchgehend wohltuende, aber tief traurige Ambiente“, die von einem „gespenstischem Frauengesang“ begleitet werden.
Vergleichbar seien Draconian, Doom:VS und Omit sowie frühe Within-Temptation-Veröffentlichungen und der zweite Teil des Swallow-the-Sun-Albums Songs from the North.

## Diskografie
- 2013: Black Ocean (Demo)
- 2016: Hour of the Nightingale (Album)